# 大動脈瘤
大動脈瘤（だいどうみゃくりゅう、英語: Aortic aneurysm）とは、大動脈が拡張ないし血管壁が解離する疾患。

## 病理
多くの場合、高血圧・動脈硬化・加齢等によって2次的に生じてくる場合が多い。以下に分類される。
- 真性大動脈瘤
- 仮性大動脈瘤
- 解離性大動脈瘤

## 種類
部位別に以下に分類される

### 胸部大動脈瘤（TAA：Thoracic aortic aneurysm）
- 上行大動脈瘤
- 弓部大動脈瘤
- 下行大動脈瘤

### 腹部大動脈瘤
腹部大動脈瘤 （AAA：Abdominal aortic aneurysm） とは、腹大動脈が部分的に肥大したもので、直径3cm以上または通常の大きさよりも50%肥大する。大抵の場合、破裂した時以外は症状が出ない。腹部、背中、脚に痛みを感じることもあり、大動脈瘤により腹部に圧迫感がある場合もある。破裂により、腹部や背中の痛み、低血圧、軽い失神が起こることもある。
AAAは、50歳以上の男性で、AAAの家族歴がある人に最も多く発症する。また、喫煙の習慣、高血圧、心疾患または血管疾患がある人もAAAのリスクがあり、マルファン症候群やエーラス・ダンロス症候群などの遺伝子疾患がある場合、リスクが高まる。AAAは最もよくみられる大動脈瘤で、約85%が腎臓の下部に発症し、それ以外は腎臓の位置または上部に発症する。アメリカでは、喫煙歴のある65～75歳の男性に超音波によるスクリーニングが推奨されていて、イギリスでは、65歳以上のすべての男性にスクリーニングが推奨されている。オーストラリアには、スクリーニングのガイドラインがない。通常、動脈瘤が見つかった場合、引き続き定期的に超音波検査を行う。
AAAの予防に最も効果的なのは禁煙である。また、高血圧や高コレステロール血症を治療したり、肥満を解消したりすることでも予防できる。通常、AAAの直径が男性の場合5.5cm以上、女性の場合5.0cm以上になると手術が勧められる。その他、症状が現れたり、急速に肥大したりしている場合も手術が行われる。手術では、開腹手術または血管内動脈瘤修復術（EVAR）のいずれかが行われる。開腹手術と比べ、血管内動脈瘤修復術の方が短期間における死亡のリスクが低く入院期間も短いが、常に選べるとは限らない。長期的な成果においてはどちらも違いはない。EVARの方がより繰り返し処置を行う必要がある。
65歳以上の男性の2～8%がAAAを発症していて、女性よりも4倍多い。1年以内に破裂する可能性は、動脈瘤が5.5cm未満の場合は1%未満、5.5～7cmの場合は約10%、7cm以上の場合は約33%である。破裂した場合の死亡率は85～90%である。2013年の大動脈瘤による死亡者数は152,000人で、1990年の100,000人より増加している。アメリカで2009年にAAAにより死亡した人の数は10,000～18,000人である。
手術は臓器の奥にあることから難易度が高く、日本では10年以上の経験がある心臓血管外科医が担当している。東京大学医学部附属病院では狭い視界や奥まった範囲を再現するため、植木鉢を利用した訓練を2017年から実施している。

## 診断
- 超音波断層撮影

形態のほか、カラードップラーにより、血流や偽腔の状態も評価できる。撮影困難部位が多い、胸部大動脈の評価は一部でしかできない。
- 単純X線撮影

血管の輪郭がみえることで、診断の契機となることがある。確定診断はできない。
- CT

超音波検査で問題となる、腸管のガスや、肋骨の影響を受けずに血管の形態を評価できる。正確な診断には造影剤を使用する。
| 腹部大動脈瘤径(cm) | 破裂率(%/年) |
| ------------------ | ------------ |
| ＜4                | 0            |
| 4-5                | 0.5-5        |
| 5-6                | 3-15         |
| 6-7                | 10-20        |
| 7-8                | 20-40        |
| >8                 | 30-50        |

5cm以上の腹部大動脈瘤は、破裂率が高いため、未然に治療することが多い。破裂率(%/年)とは1年間に破裂する危険性を意味する。3%/年だとすると、これに該当する直系の動脈瘤を有する患者は10年間で30%破裂する危険性があることになる。動脈瘤は放っておけば肥大するので、放置すればこの危険性は増大していくことになる。